# Brama folwarku Edwardowo

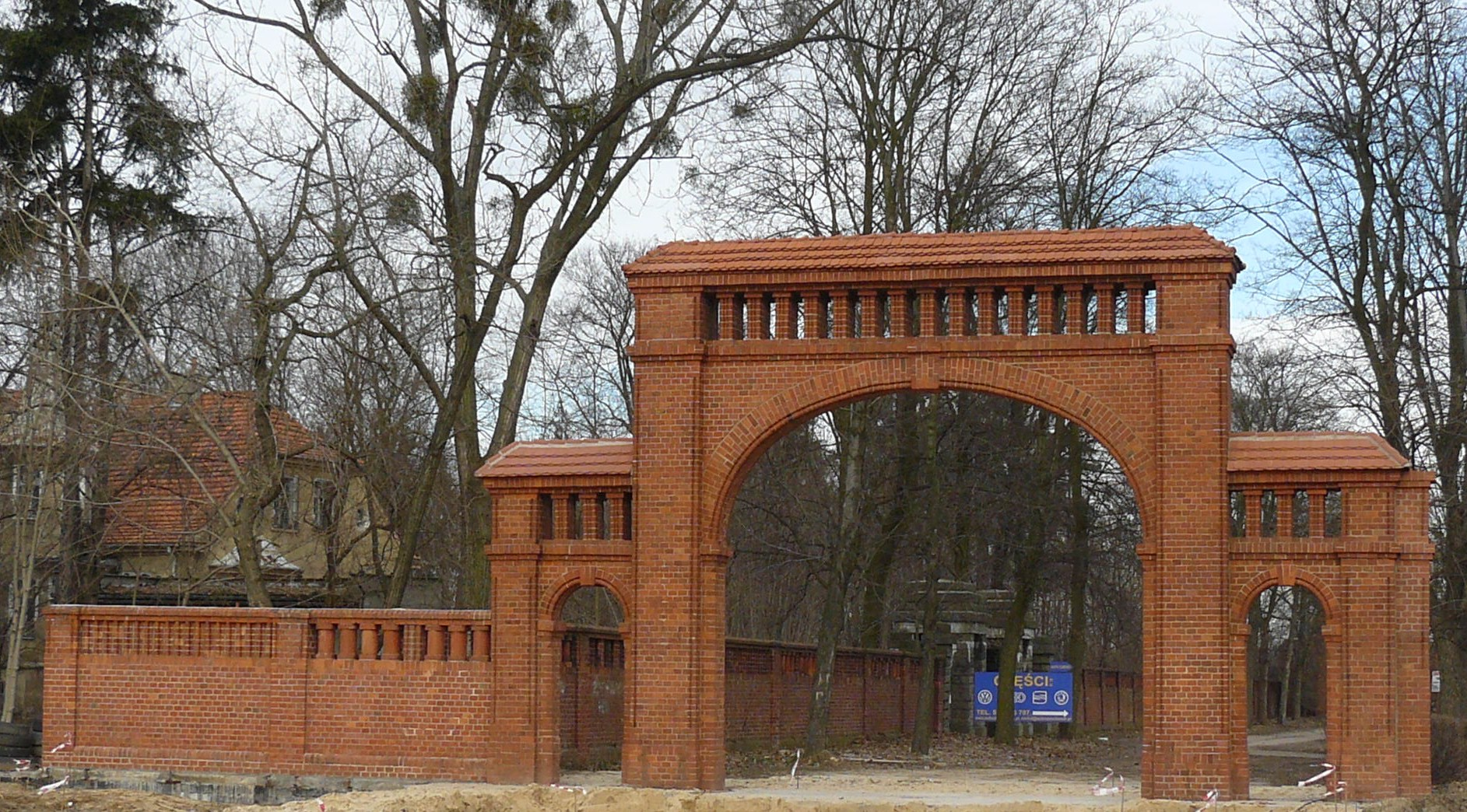
Brama i fragment muru po przesunięciu

Brama folwarku Edwardowo – brama dawnego folwarku Edwardowo w Poznaniu przy ulicy Bukowskiej 248-254. Według Przemysława Maćkowiaka z Instytutu Historii PAN jest to wysokiej klasy pozostałość jednego z najlepiej zachowanych zespołów tego typu w mieście. Z uwagi na te walory i kolizję z rozbudową drogi, w 2010 przesunięto ją o 40 m na północ.

## Architektura
Brama jest ceglana i pochodzi z początków XX wieku. Zachowała się do 2010 w niezmienionej postaci, wraz z fragmentem muru i stajnią. Z uwagi na modernizację ulicy Bukowskiej związaną z mistrzostwami EURO 2012 i rozbudową lotniska Ławica, znalazła się w osi pasa rozdzielającego jezdnie arterii.

## Przesunięcie
Z uwagi na wysoką wartość zabytkową i lokalizację kolidującą z rozbudowywaną infrastrukturą drogową miasta, podjęto decyzję o przesunięciu obiektu o 40 metrów w kierunku północnym. Akcja przeniesienia rozpoczęła się 6 sierpnia 2010 o godzinie 22.00. Bramę, ważącą 60 ton (a ze specjalną konstrukcją do alokacji - 80 ton) przestawiono z użyciem specjalnych dźwigów w dwóch etapach, po 20 metrów każdy. Proces był utrudniony z uwagi na silne opady deszczu - niezbędne było dodatkowe umocnienie gruntu.
Z uwagi na konieczność zachowania kompromisu pomiędzy kosztami a wymogami ochrony zabytków, rozbiórce uległ zabytkowy mur i stajnia. Istniały też wstępne projekty pozostawienia bramy na pasie rozdziału jezdni, gdzie stanowiłaby większą atrakcję dla turystów podążających z lotniska.